# Giovanni Pietro Bellori
Giovanni Pietro Bellori, född 15 januari 1613 i Rom, död 19 februari 1696 i Rom, var en italiensk konsthistoriker och arkeolog.
Bellori ägnade sig i yngre år åt måleri och grafik, blev sedan arkeolog och konstsamlare och fick anställning av drottning Kristina som hennes bibliotekarie och kammarförvaltare. Bellori lät utge ett flertal praktverk över det gamla Rom, illustrerade med raderingar av Pietro Santi Bartoli. Hans viktigaste arbete är dock Vite de' pittori, scultori ed architetti moderni (1672), som behandlar århundradets konstnärer från och med bröderna Carracci. Den antiksamling han lämnade efter sig hamnade senare i Berlin.
Bellori förordade en klassicism i Carraccis anda och förkastade Caravaggios naturalism. Bellori var en av Borrominis skarpaste kritiker.